# Raimundas Udrakis
Raimundas Udrakis (né le 31 mars 1965 à Zagare) est un cavalier soviétique puis lituanien de saut d'obstacles.
Il participe aux épreuves individuelle et par équipe pour l'Union Soviétique aux Jeux olympiques d'été de 1988 à Séoul.